# Kitkun Bay
Die Kitkun Bay (CVE-71) war ein Geleitflugzeugträger der Casablanca-Klasse der United States Navy. Der Träger wurde im Dezember 1943 bei der US-Marine in Dienst gestellt und blieb bis zum April 1946 im Einsatz. Größter Erfolg des Schiffes war
der Einsatz bei der Schlacht vor Samar während der See- und Luftschlacht im Golf von Leyte im Oktober 1944. Das Schiff wurde nach der Kitkun Bucht an der Südostküste der Prince-of-Wales-Insel (Alaska) benannt.

## Technik
Ausführliche Angaben zur Technik finden sich im Artikel Casablanca-Klasse.
Die Kitkun Bay war 156,2 Meter lang und maximal 32,9 Meter breit, der Tiefgang lag bei 6,9 Metern, die Einsatzverdrängung bei 10.400 Tonnen. Der Antrieb aus vier auf zwei Wellen wirkenden Kolbendampfmaschinen mit 9000 PS Gesamtleistung brachte das Schiff auf eine Höchstgeschwindigkeit von 19 Knoten. Die Reichweite betrug bei 15 Knoten Marschgeschwindigkeit 10.200 Seemeilen. Neben der Rohrbewaffnung aus einem 127-mm-Geschütz, acht 40-mm-Zwillingsflaks und 20 20-mm-Maschinenkanonen verfügte der Träger über einen Carrier Air Wing mit etwa 25 bis 30 Flugzeugen, meist einer „composite squadron“ (dt. „kombinierte Staffel“) aus Jagdflugzeugen und Torpedobombern für U-Jagdeinsätze.

## Geschichte

### Einsätze

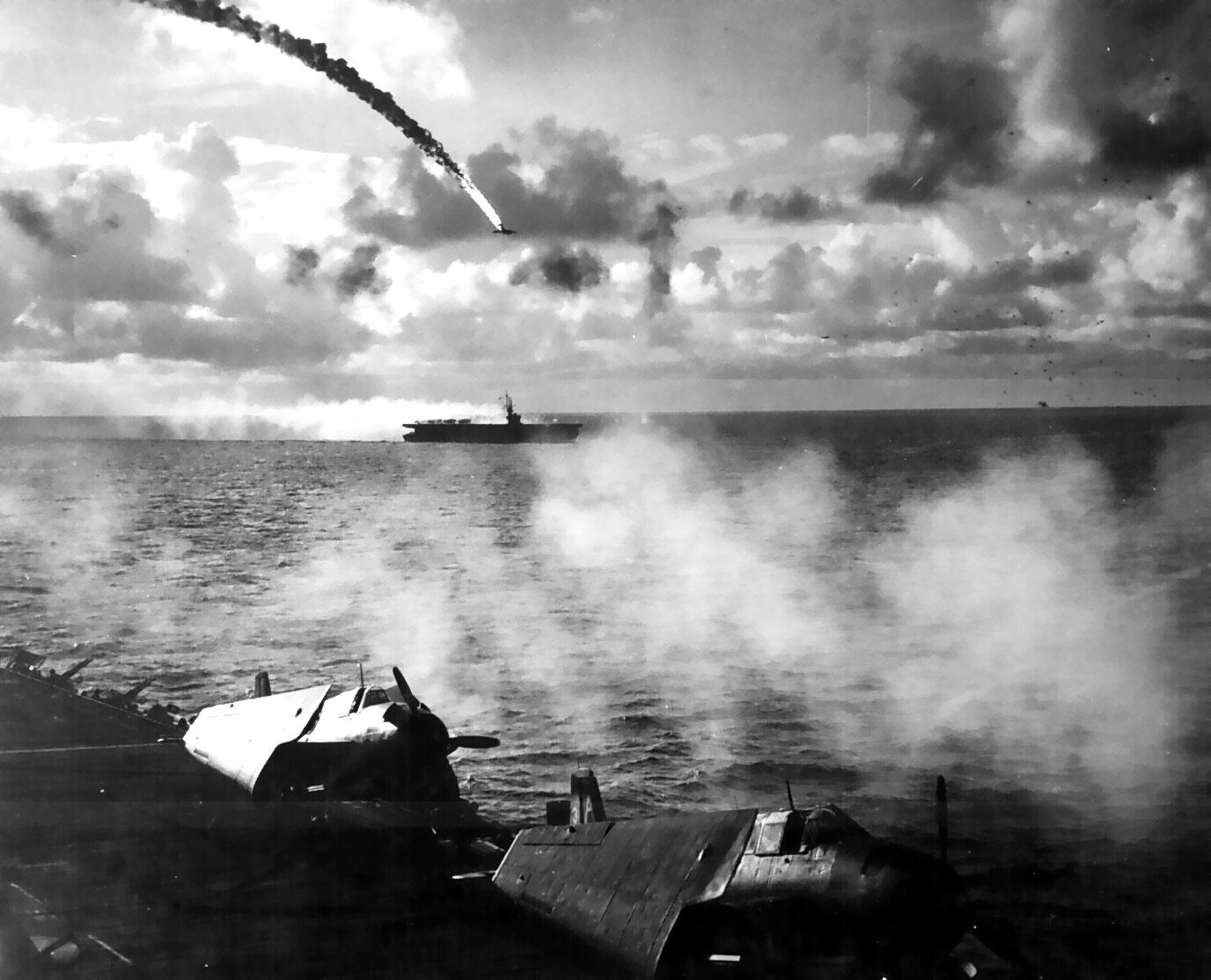
Ein japanisches Flugzeug wird im Juni 1944 bei Angriff auf USS Kitkun Bay abgeschossen

Ab dem 31. Mai 1944 nahm das Schiff als Teil der Task Group 52.17 an der Schlacht um die Marianen-Inseln teil. Das Schiff bekämpfte feindliche Flugzeuge während des Luftschutzes für die Angriffsflotte. Am 13. Juni schossen ihre Flugzeuge ihr erstes feindliches Flugzeug ab. Am nächsten Tag begannen die Bombardierungen der feindlichen Positionen auf den Marianen, zuerst während der Schlacht um Saipan. Die Flugzeuge der USS Kitkun Bay wechselten zwischen fliegende Unterstützungsmissionen für die Saipan-Landungen und die Luftschutz für US-Schiffe östlich dieser Insel. Acht feindliche Flugzeuge wurden am 17. Juni abgeschossen und am nächsten Tag folgten drei weitere. Anfang Juli brachte eine kurze Pause in Eniwetok. Am 14. Juli nahm sie die Unterstützungseinsätze in der Schlacht um Saipan wieder auf. Es folgten ab 4. August Einsätze bei der Schlacht um Tinian und der Schlacht um Guam.
Auf dem Weg nach Westen begleitete ihre Task Group 52.17 vom 8. September bis 21. September einen Angriffsverband zu den Palau-Inseln.
Während der See- und Luftschlacht im Golf von Leyte im Oktober 1944 gehörte der Träger zur Task Force 77 aus 16 Geleitflugzeugträgern mit 450 Trägerflugzeugen. Dabei gehörte sie zur Task Unit 77.4.3 (abgekürzt Taffy 3) mit sechs dieser Träger. Am 25. Oktober kam es zur Schlacht vor Samar mit japanischen Großkampfschiffen die Landungsunternehmen der US Navy auf den Philippinen angreifen wollten.
Die Kitkun Bay befand sich auf Vorderseite von Taffy 3 und entging so schweren Schäden während der Schlacht. Um 10:13 Uhr startete der Träger fünf Flugzeuge, vier mit Torpedos bewaffnet und einer mit Bomben, um die zurückweichenden Japaner anzugreifen. Diese fünf Flugzeuge, zusammen mit einem der St. Lo (CVE-63), griffen die Yamato, mit dem Schwesterschiff die größten Schlachtschiffe der Geschichte, um 10:35 Uhr ohne Ergebnis an. Der Angriff von einem Kamikaze-Flugzeug wurde um 11:08 Uhr erfolgreich von ihren eigenen und den Flugabwehrgeschützen der Fanshaw Bay abgewehrt. Die Kitkun Bay  war der einzige Träger von  Taffy 3, der unbeschädigt entkam.
Am Neujahrstag 1945 gehörte der Träger zur Task Unit 77.4.3, die für die Invasion des westlichen Luzon bestimmt war. Nach der Durchquerung der Surigao-Straße kam es zu einer Reihe von Luftangriffen auf den Konvoi. Die Jagdflugzeuge der Luftabdeckung der Unit schossen sieben feindliche Flugzeuge ab. Um 18:57 Uhr durchbrach eine Nakajima Ki-43 bei einem Kamikaze-Angriff den Luftschutz der Jäger und stürzte Backbord auf den Träger. Fast gleichzeitig traf eine japanische 5-Zoll-Granate ihre Steuerbordseite. Die aus den Treffern resultierenden Brände und Überschwemmungen wurden unter Kontrolle gebracht, aber 16 Seeleute waren tot und 37 verwundet. Am nächsten Tag zog sich der Träger zurück und fuhr etappenweise zuerst nach Leyte, Manus, Pearl Harbor und kam am 28. Februar in San Pedro (Los Angeles).
Als Teil der Task Force 44 kam das Schiff am 7. September in Honshū an. Bis zum 27. September war das Schiff bei der Versorgung und dem Abtransport von amerikanischen Kriegsgefangenen eingesetzt. Bei der Operation Magic Carpet brachte das Schiff 554 Soldaten nach San Francisco. Wo es am 19. Oktober ankam. Weitere Transportfahrten nach Pearl Harbor und Okinawa endeten am 12. Januar 1946 in San Pedro.
Am 18. Februar 1946 ankerte die USS Kitkun Bay in der Puget Sound Naval Shipyard. Am 19. April 1946 erfolgte die Außerdienststellung. Am 18. November 1946 wurde der Träger an die Zidell Machinery & Supply of Portland verkauft. Anfang 1947 wurde das Schiff abgewrackt.

## Auszeichnungen
Für ihren Einsatz während des Zweiten Weltkriegs erhielt die Kitkun Bay sechs Battle Stars. Für den Einsatz während der Schlacht vor Samar wurden alle Schiffe der Task Unit 77.4.3 mit der Presidential Unit Citation und dem Philippines Presidential Unit Citation Badge ausgezeichnet.

## Weiterführende Informationen